# Aguasal
Aguasal ist ein Ort und eine spanische Gemeinde (municipio) mit 19 Einwohnern (Stand: 2024) in der Provinz Valladolid der Region Kastilien-León.

## Lage
Der Ort Aguasal liegt in der Iberischen Meseta knapp 46 km (Fahrtstrecke) südlich von Valladolid bzw. gut 25 km östlich von Medina del Campo in einer Höhe von ca. 755 m ü. d. M. Das Klima im Winter ist kalt, im Sommer dagegen warm bis heiß; der spärliche Regen (ca. 400 mm/Jahr) fällt verteilt übers ganze Jahr.

## Bevölkerungsentwicklung
| Jahr      | 1842 | 1900 | 1950 | 2000 | 2016 |
| Einwohner | 129  | 199  | 183  | 31   | 24   |

Der kontinuierliche Bevölkerungsrückgang im 20. Jahrhundert ist im Wesentlichen auf die Mechanisierung der Landwirtschaft zurückzuführen.

## Geschichte
Im 8. Jahrhundert wurde das Gebiet von den Mauren erobert, doch bereits im 9. Jahrhundert eroberten asturisch-leonesische Heere die Gebiete nördlich des Duero zurück (reconquista). Ende des 10. Jahrhunderts machte der maurische Heerführer Almansor die christlichen Erfolge vorübergehend wieder zunichte. Im 11. Jahrhundert dehnte das Königreich León sein Herrschaftsgebiet erneut bis zur Duero-Grenze aus. Nach vorangegangenen Versuchen vereinigte sich León im Jahr 1230 endgültig mit dem Königreich Kastilien. Seine Blütezeit erlebte der Ort im ausgehenden Mittelalter und in der frühen Neuzeit.

## Wirtschaft
Die Einwohner lebten jahrhundertelang hauptsächlich als Selbstversorger von der Landwirtschaft, zu der auch ein wenig Viehzucht (Schafe, Ziegen, Hühner) und in geringem Umfang auch der Weinbau gehörte. Erwirtschaftete Überschüsse konnten wegen der großen Entfernungen zu den städtischen Märkten nur schwer verkauft werden.

## Sehenswürdigkeiten
- Die Iglesia de San Pedro ist die Pfarrkirche des Ortes. Sie wurde im 16. Jahrhundert errichtet und hat einen Glockenturm im Mudéjarstil sowie einen nachträglich hinzugefügten Portikus (portico oder galería porticada) auf der Südseite. Ihr Inneres ist einschiffig; das Altarretabel stammt aus dem 16. Jahrhundert.[6]
- Ganz in der Nähe des Ortes befinden sich zwei kleine tiefgelegene Lagunen, deren Wasser leicht salzig schmeckt (aguasal).